# News Corporation
Die News Corporation war eines der weltgrößten Medienkonglomerate. Der Vorstandsvorsitzende und Gründer war Rupert Murdoch.
Früher ein australisches Unternehmen mit Sitz in Adelaide, wurde es nach Zustimmung durch die Mehrheit der Aktionäre am 12. November 2004 im US-Staat Delaware neu gegründet. Das Unternehmen war an der New York Stock Exchange und der London Stock Exchange, aber auch weiterhin an der australischen Börse notiert.
Der Hauptsitz der News Corporation befand sich im Komplex des Rockefeller Center an der Avenue of the Americas (6th Avenue) in New York City.
Im Jahr 2010 erwirtschafteten 51.000 Mitarbeiter einen Gewinn von 3,7 Mrd. USD bei einem Umsatz von knapp 33 Mrd. USD. Der Großteil des Umsatzes stammte aus dem US-Geschäft.
Am 28. Juni 2013 wurde die News Corporation in zwei eigenständige börsennotierte Unternehmen aufgespalten. Das Film- und Fernsehgeschäft wurde bis zu dessen Auflösung unter dem Namen 21st Century Fox weitergeführt, das Verlags- und Zeitungsgeschäft unter dem Namen News Corp. mit Punkt. Rechtlich gesehen handelt es sich bei der 21st Century Fox um die alte News Corporation, die umbenannt wurde.

## Geschichte
Die News Corporation wurde 1979 von Rupert Murdoch als eine Holding für News Limited gegründet. News Limited gründete Murdoch aus dem Nachlass, welchen er 1952 nach dem Tod seines Vaters Keith Murdoch erbte und anschließend erweiterte. Der Hauptposten des Erbes war das Eigentum an der Adelaide News.
1986 und 1987 trat News Corp (durch die Tochtergesellschaft News International) an, den lange durch die Druckergewerkschaften sehr im Wettbewerb beschränkten Produktionsprozess ihrer britischen Zeitungen zu ändern. Dies führte zu Auseinandersetzungen mit den Druckergewerkschaften NGA und SOGAT. Der Umzug der Londoner Geschäfte von News International nach Wapping im East End hatte nächtliche Kämpfe außerhalb des neuen Betriebs zur Folge, Lieferwagen und Lager wurden häufig und gewalttätig angegriffen. Letztendlich kapitulierten die Gewerkschaften jedoch, und weitere Medienunternehmen folgten Murdochs Beispiel.
Mit dem Erwerb der San Antonio News 1973 machte Murdoch seinen ersten Zukauf in den USA. Bald darauf gründete er den National Star, eine Boulevardzeitung, und 1976 kaufte er die New York Post. 1983 erfolgte der Erwerb von Sky Channel. Am 4. September 1985 wurde Murdoch per Einbürgerung Bürger der USA, um die rechtliche Bedingung, dass nur US-Bürger US-amerikanische Fernsehsender besitzen dürfen, zu erfüllen. 1987 kaufte er die The Herald and Weekly Times Ltd in Australien, ein Unternehmen, das sein Vater einst führte.
1991 hatte seine australische News Corp enorme Schulden angehäuft, die Murdoch zwangen viele seiner Beteiligungen an amerikanischen Magazinen, die er Mitte der 1980er erworben hatte, zu verkaufen. Ein großer Teil dieser Schulden rührte vom britischen Satellitensender Sky Television, der in den ersten Jahren des Betriebs massive Verluste machte, und (wie viele seiner Beteiligungen) stark durch die Gewinne der anderen Holdings subventioniert wurde, bis es ihm 1990 möglich war, den konkurrierenden Satellitenbetreiber British Satellite Broadcasting zu zwingen, einer Fusion zu seinen Bedingungen zuzustimmen. Das fusionierte Unternehmen BSkyB dominiert seitdem den britischen Bezahlfernseh-Markt.
1995 wurde die zur News Corporation gehörende Fox Broadcasting Company von der Federal Communications Commission (FCC) einer genauen Prüfung unterzogen als ihm vorgeworfen wurde, die australische Basis mache Murdochs Eigentümerschaft an FOX illegal. Die FCC urteilte indes zu Murdochs Gunsten, als sie erklärte, die Eigentümerschaft an FOX sei im Interesse der Öffentlichkeit. Im gleichen Jahr kündigte News Corporation ein Abkommen mit MCI Communications an, sowohl eine große News-Website als auch ein rechtsgerichtetes Magazin, The Weekly Standard, zu schaffen. Ebenso 1995 startete News Corporation in Partnerschaft mit Telstra das Foxtel Bezahlfernsehnetzwerk in Australien.
1996 gründete FOX den Fox News Channel, einen 24-Stunden-Nachrichtenkanal im Kabel. Seit seinem Start nagt er konstant an CNNs Marktanteil und bezeichnet sich selbst als „the most-watched cable news channel“.
1999 folgte durch die Übernahme der Kontrollmehrheit an einem führenden australischen Independent-Label, Michael Gudinskis Mushroom Records, eine starke Expansion der australischen Musikholdings der News Corp. Der Neuerwerb wurde mit der eigenen Firma Festival Records zu Festival Mushroom Records (FMR) verschmolzen. Beide, Festival und FMR wurden mehrere Jahre von Murdochs Sohn James Murdoch geführt.
Ende 2003 erwarb die News Corp von General Motors für sechs Milliarden US-Dollar eine 34-prozentige Beteiligung an Hughes Electronics, Betreiber des größten amerikanischen Satellitenfernsehbetreibers, DirecTV.
Seit Oktober 2007 hat CNBC USA durch den Wirtschaftssender Fox Business Network von Rupert Murdoch Konkurrenz bekommen. Dieser plant, sein Programm auch weltweit zu verbreiten.
Im Januar 2008 erwarb die News Corporation den Anteil von Unitymedia am deutschen Pay-TV-Sender Premiere in Höhe von 14,58 Prozent. Kurze Zeit später erhöhte die News Corporation ihren Anteil an Premiere um 5 Prozentpunkte, durch die Übernahme der Anteile von Morgan Stanley. Im April 2008 wurde der Anteil an Premiere auf 22,7 Prozent aufgestockt. Bis November 2008 wurde eine Sperrminorität von 25,01 Prozent aufgebaut. Über eine Kapitalerhöhung und weiteren Kauf von Aktien von Premiere hielt die News Corporation im August 2009 schon 39,96 Prozent der Aktien. Nachdem die News Corporation 30,5 Prozent an Premiere hielt, wurde der Sender in Sky Deutschland umbenannt. Mittlerweile kontrolliert die News Corporation 49,9 Prozent an Sky Deutschland.

## Anteilseigner
Im August 2005 hielt die Murdoch-Familie etwa 29 Prozent am Unternehmen. Nahezu alle diese Anteile sind stimmberechtigt und Rupert Murdoch behält effektiv die Kontrolle über die Firma. Jedoch hat John Malone von Liberty Media einen größeren Anteil von 32 Prozent aufgebaut, aber nur rund die Hälfte dieser Anteile ist stimmberechtigt. Trotzdem wird berichtet, Rupert Murdoch sei besorgt darüber, die Kontrolle über sein Geschäft verlieren zu können. Der nächstgrößte Anteilseigner ist der saudi-arabische Prinz al-Walid ibn Talal Al Saud. Seine Kingdom Holding hält sieben Prozent der Anteile.

## News UK & Ireland Ltd.
News UK & Ireland Ltd. (bisher News International Ltd., davor bis 2002 News International plc.) ist innerhalb des Unternehmens News Corp. zuständig für die Veröffentlichungen und Zeitungen im Vereinigten Königreich. Ihr unterstehen die drei Einzelgesellschaften Times Newspapers Ltd (The Times, The Sunday Times), News Group Newspapers (The Sun) und NI Free Newspapers Limited. Die zum Konzern gehörende britische Sonntagszeitung News of the World wurde als Folge des News-International-Skandals eingestellt.

## Beteiligungen
Die Holdings von News Corp beinhalten:

### Buchverlage
- HarperCollins
- ReganBooks
- Zondervan

### Zeitungen

#### Australien
- The Advertiser (South Australia)
- The Australian (landesweite Zeitung)
- The Courier-Mail (Queensland)
- The Daily Telegraph (New South Wales)
- The Herald Sun (Victoria)
- The Mercury (Tasmania)
- Northern Territory News (Northern Territory)

#### Vereinigtes Königreich
- The Sun
- News of the World – Erscheinen eingestellt am 10. Juli 2011
- The Sunday Times
- The Times
- The Times Education Supplement
- The Times Literary Supplement

#### USA
- The Wall Street Journal
- New York Post
- New York
- The Village Voice
- Boston Herald
- Chicago Sun-Times

### Magazine
- InsideOut
- SmartSource
- TV Guide – über Teilhaberschaft Gemstar-TV Guide – US-amerikanische Fernsehzeitschrift
- Weekly Standard (2009 verkauft an die Clarity Media Group von Philip Anschutz)

### Musik
- Festival Mushroom Records (2005 verkauft an Warner Music)
- MySpace Records

### Sport
- 50 Prozent an der National Rugby League (Australien und Neuseeland)
- Mehrheiten an den Rugby-Teams Brisbane Broncos, Melbourne Storm und North Queensland Cowboys.

### Studios
Fox Filmed Entertainment
- 20th Century Fox – Filmproduktionsfirma
- 20th Century Fox Television – Fernsehproduktionsfirma
- Fox Searchlight Pictures
- Fox 2000 Pictures
- Fox Atomic
- Fox Studios
  - Fox Studios Los Angeles
  - Fox Studios Australia
  - Fox Studios Baja
  - Fox Television Studios
- Regency Enterprises (20 %)
  - New Regency Productions (20 %)
  - Regency Television (50 %)

### Fernsehen

#### Terrestrisch
- FOX – US-amerikanisches Network
- MyNetworkTV – US-amerikanisches Network
- Fox Television Stations Group – Gruppe der terrestrischen Sender
- News Corp Europe
- Fox Televizija – Fox TV in Serbien
- Imedi Media Holding – Georgische Mediengruppe

#### Satellit und Bezahlfernsehen
- BSkyB – Großbritannien (36,8 % Beteiligung)
- Farsi1 – Iran (Joint Venture mit Moby Group)
- DirecTV Group – Nord- und Südamerika (33,9 % Beteiligung)
  - DirecTV – US-Satellitenanbieter
    - DirecWay – Satelliten-Internetanbieter

  - DirecTV Lateinamerika
  - Hughes Network Systems – Satelliten-Internetanbieter
- Phoenix Television – Hongkong & China (17,6 % Beteiligung)
- Foxtel – Australien (25 % Beteiligung)
- FOX International Channels Italy – Italien
- Sky Italia – italienischer Satellitenfernseh-Service
- Star TV – asiatischer Satellitenfernseh-Service
- Tata Sky – Tata Sky, Indien (20 % Beteiligung)
- SKY Latin America – Lateinamerika
- Sky Mexiko
- Sky Brasil
- Sky Network Television – Neuseeland (44 % Beteiligung)
- Sky Deutschland (bis Juli 2009 Premiere) – deutscher Bezahlfernsehanbieter (49,90 %)[15][16][17][18]
  - FOX Channel – ein Pay-TV-Sender, der größtenteils Serien sendete und im Bouquet von Sky Deutschland und Unitymedia erhältlich war.

#### Kabel
- Fox News Channel – 24h-Nachrichtenkanal
- Fox Business Network – 24h-Wirtschaftskanal, seit dem 15. Oktober 2007 auf Sendung
- Fox Movie Channel – ein Sender, der, ohne Werbeunterbrechung, Filme von 20th Century Fox ausstrahlt
- Fox Soccer Channel – ein digitaler Kabelsender in den USA, der sich auf Fußball spezialisiert hat.
- Fox Sports Net – Kette von regionalen Fernseh-Sportübertragern in den USA
- Fox Sports World – Sportkanal, für Amerikaner mit Auslandsport (Fußball, Cricket, …)
- Fox Sports en Español – Sport für spanischsprechende US-Amerikaner
- Fox Sports en Latinoamérica
- Foxtel (25-prozentige Beteiligung), Australiens größter Satelliten- und Kabelsender
- FX Networks – Wiederholungen, neuerdings auch eigene Formate
- National Geographic Channel – Dokumentationen
- Speed Channel – Motorsport
- Sky One A UK – generelle Unterhaltung
- Sky News UK – Nachrichten
- Sky News AU/NZ – Nachrichten
- Sky Sports UK – Sport
- Sky Movies UK – Filme
- Sky Box Office UK – Pay-per-View

### Internet
- The Daily – erstes Nachrichtenmagazin ausschließlich für Tablet-Computer (zunächst für iPad, später auch für Android)
- IGN – Unterhaltungsportal
- News.com.au – australische Nachrichtenseite
- Jamba! – Heute Teil der freenet AG
- MySpace – Im Juni 2011 verkauft an das kalifornische Online-Werbeunternehmen Specific Media.[19]

### Sonstige
- NDS – entwickelt Zugangsberechtigungssysteme zur Verschlüsselung insbesondere von Bezahlfernsehen
- Imedi Media Holding – betreibt mehrere Medien in Georgien
- BTV (Bulgarien)